# Helmuth Johannes Ludwig von Moltke
Helmuth Johannes Ludwig von Moltke (tysk udtale: Parentesˈhɛlmuːt fɔn ˈmɔltkəParentes fra den 25. maj 1848 til den 18. juni 1916, oftest omtalt som Helmuth von Moltke eller Moltke den Yngre) var en tysk general og stabschef for den tyske generalstab i årene 1906 til 1914. Moltke blev født Storfyrstedømmet Mecklenburg-Schwerin og meldte sig til den tyske hær i 1869 for det nyoprettede Nordtyske Forbund. Efter en kort periode i Berlin blev Moltke sendt til Frankrig i 1870 for at kæmpe i den fransk-preussiske krig. Moltke udmærkede sig i krigen, og han blev forfremmet til løjtnant. Herefter blev han hjemsendt til Berlin, hvor han arbejdede først for sin onkel, stabschef Helmuth Karl Bernhard von Moltke og dernæst som aide-de-camp for kejser Wilhelm 2. af Tyskland. Moltke blev nu en del af Berlins inderkreds og blev kort efter udnævnt som kvartermestergeneral i den tyske generalstab under Alfred von Schlieffen. Denne position gjorde ham til den de facto næstmagtfuldeste mand i Det Tyske Kejserriges hær. Da Alfred von Schlieffen gik på pension i 1906, var Moltke derfor et naturligt valg til at overtage posten som stabschef.
Moltke beholdt posten som stabschef frem til 1. verdenskrigs udbrud den 28. juli 1914. Moltke agiterede for og overså Tysklands indtræden i krigen. Tyskland erklærede krig mod Frankrig og Rusland tidligt i august, og Moltke iværksatte Schlieffenplanen for at slå Frankrig hurtigst muligt ud af krigen og undgå den tofrontskrig, den tyske generalstab have frygtet siden 1800-tallet. Uheldigvis viste Moltkes dømmekraft sig at være svækket af et hjerteslag og af en vis paranoia mod den meget blodige konflikt, krigen hurtigt udviklede sig til, og hans ordrer viste sig tit ikke at stemme overens. Moltke flyttede sit hovedkvarter fra Berlin til Spa i Belgien, hvorfra han dirigerede de tyske styrker på vestfronten, men på grund af kommunikationsproblemer nåede de færreste beskeder frem til tiden, og de tyske generaler handlede for det meste individuelt i invasionerne af Frankrig og Belgien i august og september 1914. De tyske styrker mødte de engelske og frankrigs hære i det afgørende slag ved Marne fra den 5. september til den 12. september 1914. Efter Tysklands knusende nederlag i slaget trak Moltke sig tilbage og blev erstattet af den prøjsiske krigsminister Erich von Falkenhayn. Moltke tilbragte resten af krigen i Berlin beskæftiget med stilfærdigt arbejde i hæren indtil sin død den 18. juni 1916.

## Fødsel og slægt
Helmuth von Moltke var en del af den magtfulde adelsslægt Moltke. Slægten har sine rødder i både Danmark og Nordtyskland, og Helmuth var på den måde fjernt beslægtet med blandt andre Adam Gottlob Moltke, Adam Ludvig Moltke og Johan Georg Moltke. Desuden var han også i familie med den første danske statsminister Adam Wilhelm Moltke.
Helmuth Johannes Ludwig von Moltke blev født den 23. maj 1848 . Hans far var hærofficer Bernhard Adolf von Moltke (1807-1871) og hans mor var Adolfine Doris von Moltke (1814-1902). Moltke blev født i den nordtyske by Biendorf i Hertugdømmet Mecklenburg-Schwerin, der i dag ligger i Mecklenburg-Vorpommern i Forbundsrepublikken Tyskland, det anden af fem børn og den anden dreng. Han blev opkaldt efter sin onkel, den senere tyske krigshelt og stabschef Helmuth Karl Bernhard von Moltke. Senere har de to fået tilnavnene Moltke den Ældre og Moltke den Yngre for at kende forskel på dem. Hans lillebror, Friedrich von Moltke (1852-1927), skulle senere blive prøjsisk indenrigs- og statsminister.

## Tidlig militær karriere
Moltke voksede op i det nordlige Tyskland, og han meldte sig som 20-årig til den prøjsiske hær i 1869. Her ville han aflægge ed for det Nordtyske Forbund, der netop var opstået og havde samlet de nordtyske småstater som hans fødestat Hertugdømmet Mecklenburg-Schwerin. Han blev stationeret i Flensborg som en del af det 1. Slesvigholstenske Fusilierregiment, men det varede ikke længe, før han blev forfremmet til andenløjtnant og flyttet til det 2. Vestprøjsiske Grenaderregiment stationeret i Liegnitz i Schlesien. Det var her Moltke var, da den fransk-preussiske krig brød ud i sommeren 1870.
Helmuth von Moltke og det 2. Vestprøjsiske Grenaderregiment blev sendt til fronten i Frankrig, hvor Moltke fik sin ilddåb. Moltke deltog aktivt hele krigen igennem ved blandt andet at kæmpe i det definitive slag ved Sedan. Moltke udviste et stort mod og en dygtig forståelse for krigen under kampen mod Frankrig. Han blev omtalt for tapperhed af kejseren og modtog Jernkorset. Under krigen mod Frankrig kæmpede Moltke under sin onkel, Helmuth von Moltke den Ældre, som fik stor hæder for sin indsats i krigen.
Efter den fransk-prøjsiske krig blev den Det Nordtyske Forbund til et samlet tysk kejserrige med Wilhelm 1. som monark og Otto von Bismarck som kansler. Moltke vendte hjem til Berlin og fortsatte sin karriere efter succesen fra krigen mod Frankrig. Han blev forfremmet til førsteløjtnant og igangsatte sine studier på det Prøjsiske Krigsakademi i 1875. Moltkes ry steg nu hurtigt i den tyske hær, og han blev forfremmet til kaptajn i 1882. Samtidigt blev han adjudant for den tyske stabschef, Helmuth Karl Bernhard von Moltke, hans onkel. Denne forfremmelse bragte Moltke ind i Berlins høje inderkreds, og han blev igen forfremmet til major i 1888. Moltke kom godt ud af det med Berlins overklasse specielt kejser Wilhelm 1. af Tyskland, som sikrede hans forfremmelse. Det og hans adelsnavn, som hans onkel havde bragt ære, gjorde, at han i de første to årtier af Det Tyske Kejserrige steg langt hurtigere i rang end andre med samme eller bedre militære uddannelse. Det medførte også, at Moltke blev pålagt opgaver, der langt oversteg hans faglige niveau inden for militær logistik.

### Forfremmelse og berømmelse (1891-1906)
Helmuth von Moltke arbejde i flere år som adjudant for sin onkel, hvor hans tætte venskaber med blandt andet den tyske kongefamilie tog til. Helmuth Karl Bernhard von Moltke døde i 1891 og blev fulgt af Alfred von Schlieffen som stabschef, men her var det Moltkes gode forbindelser, der sikrede ham arbejdet som aide-de-camp for den unge kejser, Wilhelm 2. af Tyskland. Moltke kom godt ud af det med kejser Wilhelm, og de to blev gode venner. Kejser Wilhelm sørgede også for, Moltke først blev forfremmet til oberst i 1895 og dernæst general i 1899. Efter sit arbejde som aide-de-camp blev Moltke i en kort tid kommandør for den prestigefulde 1. Gardeinfantridivision i Berlin.